# 笑いの博物館

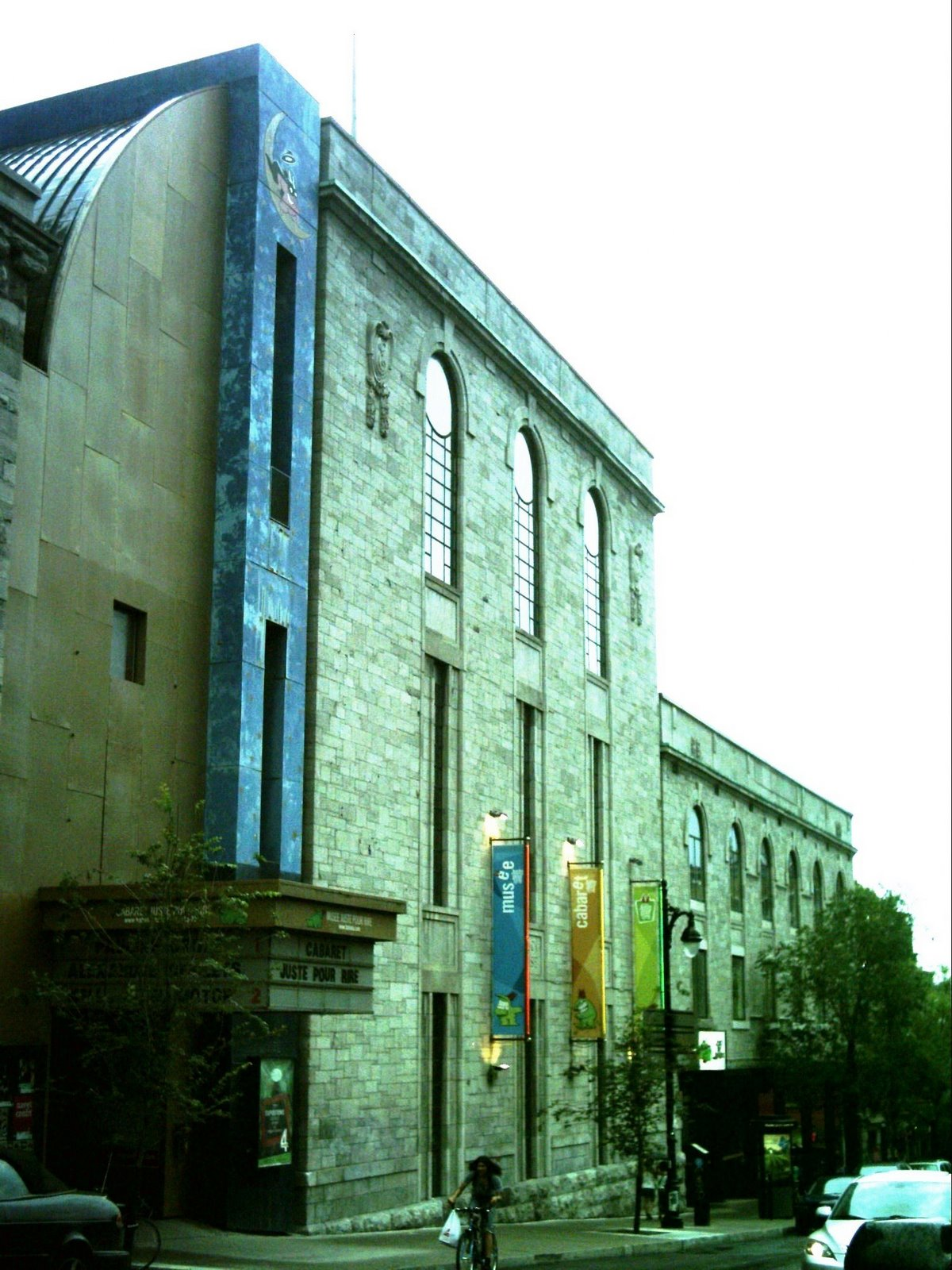
笑いの博物館

笑いの博物館（フランス語表記：Musée Juste pour rire）はカナダのモントリオールにある博物館。
1993年にジルベール・ロゾンにより開かれ、ジョーク、パロディ、風刺などのあらゆる笑いに関するものが展示されている。
2011年に閉館した。